# Velika loža Kube
Velika loža Kube je prostozidarska velika loža na Kubi, ki je bila ustanovljena 5. decembra 1859.
Združuje 314 lož, ki imajo skupaj 24.313 članov.